# Renouveau de la musique folk aux États-Unis
Le renouveau de la musique folk (American folk music revival) est un phénomène qui commence aux États-Unis dans les années 1940 et culmine en popularité au milieu des années 1960. Ses racines sont cependant antérieures et des artistes comme Josh White, Burl Ives, Woody Guthrie, Leadbelly, Big Bill Broonzy, Richard Dyer-Bennet, Oscar Brand, Jean Ritchie, John Jacob Niles, Susan Reed, Paul Robeson et Cisco Houston bénéficient d'une popularité générale restreinte dans les années 1930 et 1940. Ce renouveau présente des styles musicaux qui contribuent au développement de la musique country et western, du jazz et du rock 'n' roll.
Les artistes de cette époque, dont Pete Seeger, The Weavers, The Kingston Trio, Peter, Paul and Mary, Joan Baez ou Bob Dylan, interprètent des chansons qui reflètent les luttes sociales et politiques de leur temps, y compris la lutte pour les droits civiques et la fin de la guerre du Viêt Nam.

## Histoire

### Premières années
Le renouveau du folk prend ses racines à New York grâce au regain d'intérêt pour la danse folklorique dans les années 1940, adopté par des professeurs tels que Margot Mayo, qui donne une exposition populaire à des musiciens comme Pete Seeger,. Plus généralement, le revival, en tant que phénomène populaire et commercial, commence avec la carrière de The Weavers, un groupe formé en novembre 1948 par Pete Seeger, Lee Hays, Fred Hellerman et Ronnie Gilbert, tous membres de l'organisation People's Songs, un centre d'échange pour les chansons du mouvement ouvrier, proches des organisations syndicales.

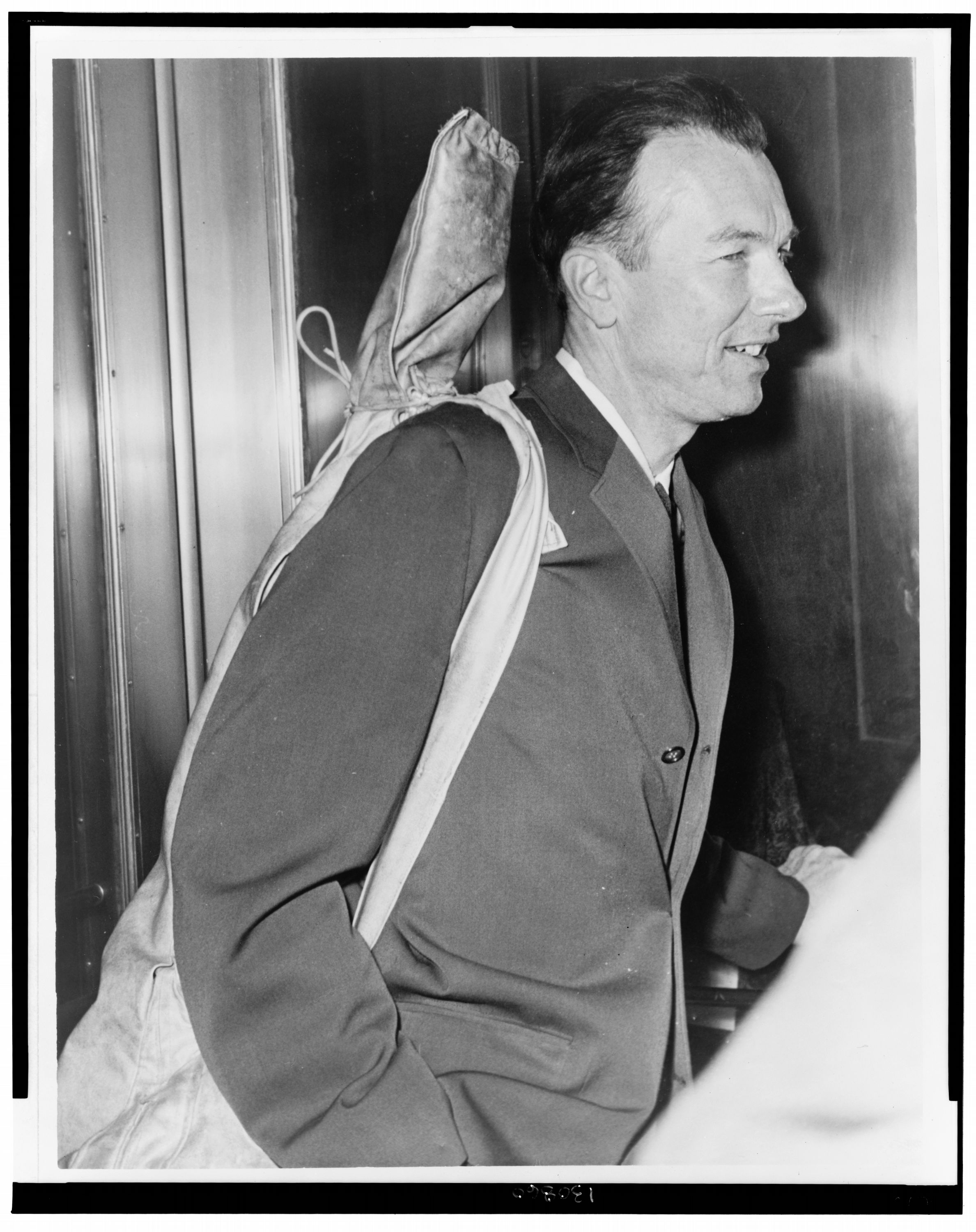
Pete Seeger en 1961.

Hays et Seeger ont autrefois chanté ensemble dans The Almanac Singers, un groupe qu'ils ont fondé en 1941 et dont le personnel comprenait souvent Woody Guthrie, Josh White, Cisco Houston et Leadbelly. Les Weavers connaissent un grand succès en 1950 avec le single Goodnight, Irene de Leadbelly, classée no 1 dans les charts de Billboard tandis que la face B, Tzena, Tzena, Tzena, une chanson de danse israélienne, atteint simultanément la 2e place. Suivent une série de singles à succès qui se vendent à plusieurs millions d'exemplaires. Mais la carrière des Weavers se termine brusquement en raison de leurs activités politiques. Malgré cela, un concert de retrouvailles des Weavers pour Noël organisé au Carnegie Hall en 1955 est un succès retentissant, tout comme l'album live sorti en 1957.
Pendant les années 1950, la musique folk, qui subit souvent la stigmatisation des associations de gauche, se conduit plus ou moins dans la clandestinité. Exclus du circuit commercial, les artistes comme Seeger sont limités à se produire dans les écoles et les camps d'été. La scène folk devient un phénomène associé à une bohème vaguement rebelle dans des endroits comme New York (en particulier Greenwich Village) et North Beach à San Francisco, ou à certains campus universitaires.
Au début et au milieu des années 1950, les chansons folk accompagnées à la guitare acoustique sont principalement entendues dans les cafés, les soirées privées, les réunions en plein air et les Hootenannies. La musique folk se confond désormais, dans une certaine mesure, avec la soi-disant scène beatnik, et des chanteurs folks tournent dans ce qu'on appelle « le circuit des cafés » à travers les États-Unis et le Canada, qui abritent également de la poésie beatnik et du cool jazz. Odetta et Harry Belafonte, deux chanteurs des années 1950 venus du folk mais passés dans le courant mainstream, chantent tous deux des airs de Leadbelly et Josh White. Odetta interprète aussi du blues traditionnel et des spirituals. Belafonte obtient des succès avec un répertoire fait de calypso jamaïcain et de ballades sentimentales.
Dans les années 1950, des musiques urbaines plus rythmées sont très populaires auprès de la jeunesse et prennent le pas sur la musique folk. C'est le cas notamment du rhythm and blues. La décennie voit aussi apparaître de nouvelles tendance comme le rock 'n' roll ou le blues électrique.

### Lerevivalà son apogée

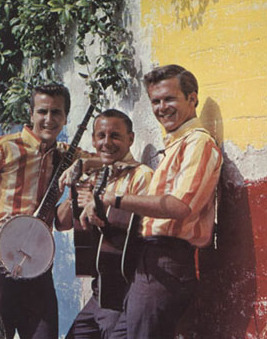
Le Kingston Trio en 1963.

Le Kingston Trio, un groupe originaire de la côte ouest, s'inspire directement des Weavers dans leur style et leur présentation et reprend une partie de leur répertoire, principalement traditionnel. Le Kingston Trio évite les chansons ouvertement politiques ou contestataires et cultive une personnalité collégiale nette. Leur premier succès est une récriture d'une ballade folklorique à l'ancienne, Tom Dooley, qui est chantée lors du concert funéraire de Leadbelly. Celle-ci devient disque d'or en 1958 et se vend à plus de trois millions d'exemplaires. L'énorme succès commercial du Kingston Trio, dont les enregistrements entre 1958 et 1961 rapportent plus de 25 millions de dollars, engendre une foule de groupes similaires à certains égards comme The Brothers Four, Peter, Paul and Mary, The Limeliters, le Chad Mitchell Trio ou The New Christy Minstrels. La popularité de la version commerciale de la musique folk représentée par ces groupes encourage les maisons de disques à signer, enregistrer et promouvoir des artistes aux sensibilités plus traditionalistes et politiques.
La popularité du Kingston Trio est suivie par celle de Joan Baez, dont le premier album en 1960 se vend très bien et reste dans les hit-parades pendant plus de deux ans. Les premiers albums de la chanteuse contiennent principalement du matériel traditionnel ainsi que de nombreuses reprises d'airs mélancoliques qui sont apparus dans l'Anthology of American Folk Music d'Harry Smith. Contrairement au Kingston Trio, Baez est ouvertement engagée et, alors que le Mouvement des droits civiques prend de l'ampleur, elle s'aligne sur Pete Seeger, Woodie Guthrie et les autres. Baez, Seeger, Josh White, Odetta, Bellafonte, Peter, Paul and Mary et Bob Dylan apparaissent en 1963 à la marche sur Washington de Martin Luther King et chantent We Shall Overcome, une chanson qui a été introduite par People's Songs. Le rôle critique joué par les Freedom Singers dans les campagnes d'inscription des électeurs, les marches pour la liberté et les sit-in pendant le mouvement des droits civiques dans le Sud donnent à la musique folk une nouvelle visibilité et un prestige considérables, tout comme la montée de la campagne pour le désarmement nucléaire ou la critique de la guerre du Viêt Nam.

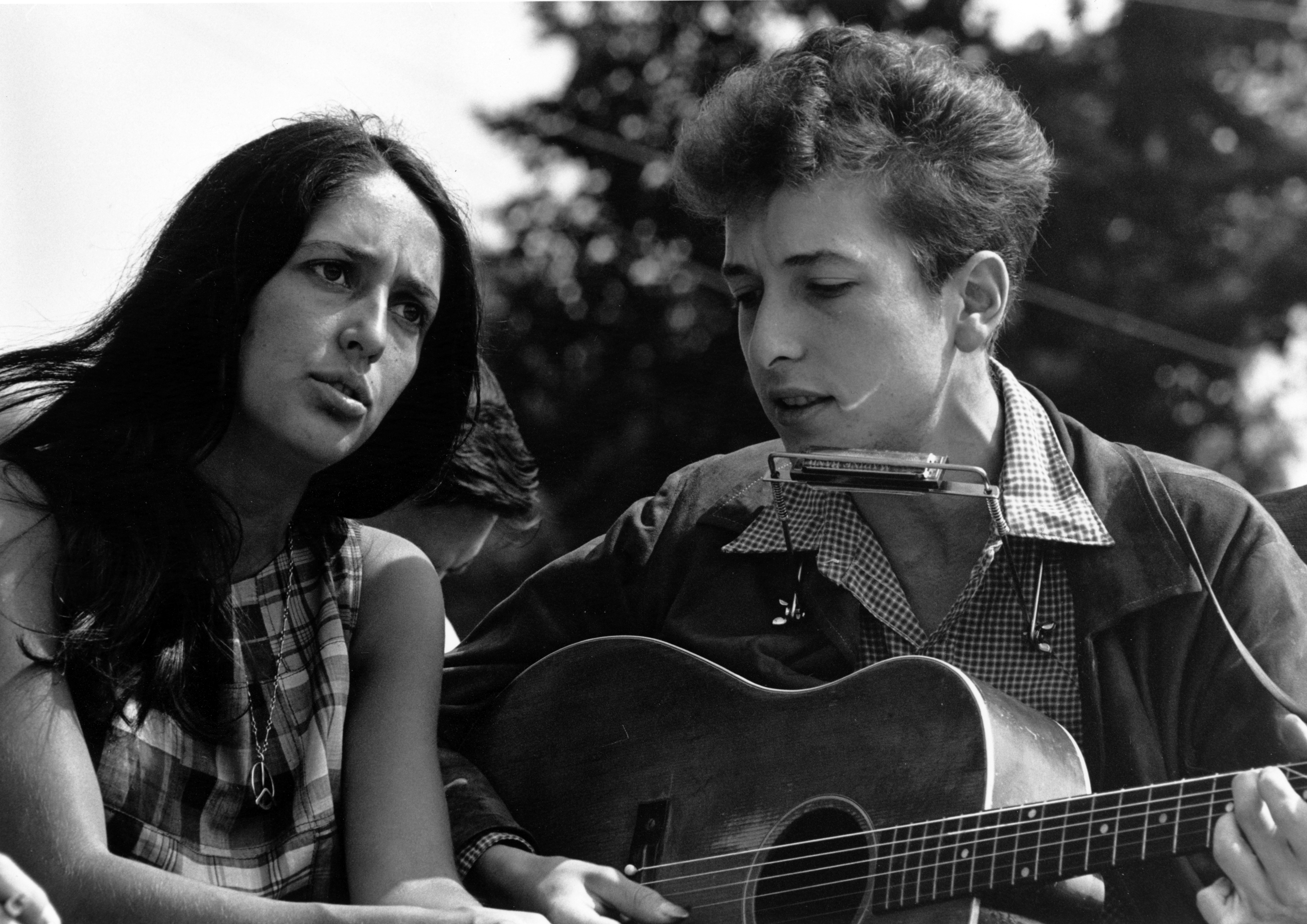
Joan Baez et Bob Dylan lors de la marche sur Washington pour les Droits civiques en 1963.

Le jeune auteur-compositeur-interprète Bob Dylan, jouant de la guitare acoustique et de l'harmonica, est signé et enregistré par Columbia par le producteur John Hammond en 1961. Le disque de Dylan jouit déjà d'une certaine popularité parmi les amateurs de folk de Greenwich Village, mais il est « découvert » par le grand public lorsque Peter, Paul & Mary reprennent avec succès, sa chanson Blowin' in the Wind. Ce trio présente également If I Had a Hammer des Weavers ainsi que des reprises d'autres artistes tels que Dylan et John Denver.
Rapidement, la catégorie folk comprend moins de matériel traditionnel et plus de créations personnelles. À la suite du succès financier d'artistes folks commerciaux de premier plan, les maisons de disques commencent à produire des disques d'une nouvelle génération d'auteurs-compositeurs-interprètes du revival folk — Phil Ochs, Tom Paxton, Eric Von Schmidt, Buffy Sainte-Marie, Dave Van Ronk, Judy Collins, Tom Rush, Fred Neil, Gordon Lightfoot, John Stewart, Arlo Guthrie, Harry Chapin et John Hartford, entre autres. Ces chanteurs se vantent souvent d'interpréter du matériel traditionnel dans le style des chanteurs originaux qu'ils ont découverts, souvent en écoutant la célèbre Anthology of American Folk Music d'Harry Smith. Un certain nombre d'artistes responsables de ces anciens enregistrements sont encore bien vivants et sont « redécouverts » et présentés au Festivals folk de Newport de 1963 et 1964, comme Doc Watson ou The Stanley Brothers.

### Archivistes, collectionneurs et rééditions

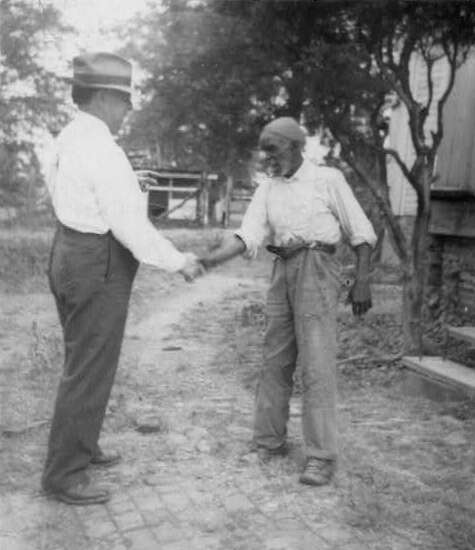
Le folkloriste John Lomax avec le musicien "Uncle" Rich Brown à Sumterville, Alabama, en 1940.

Au cours des années 1950, le nombre croissant d'amateurs de musique folk qui s'est développé aux États-Unis commence à acheter des disques de musiciens traditionnels plus anciens. De nouveaux albums compilant de vieux enregistrements de disques 78 tours estampillés « race » ou « hillbilly » sont publiés par de grandes maisons de disques. L'expansion du marché des albums augmente l'offre des enregistrements de terrain réalisés à l'origine par John et Alan Lomax, Kenneth S. Goldstein et d'autres folkloristes dans les années 1930 et 1940.
En 1952, Folkways publie l'Anthology of American Folk Music, compilée par l'anthropologue et cinéaste expérimental Harry Smith. cette anthologie comprend 84 chansons d'artistes traditionnels de country et de blues, initialement enregistrées entre 1927 et 1932.
L'exposition d'artistes comme Robert Johnson, Blind Lemon Jefferson, Mississippi John Hurt, la Carter Family, et The Stanley Brothers, ainsi que Jimmie Rodgers, Reverend Gary Davis et Bill Monroe, dépasse désormais largement le cadre régional ou ethnique.
Des représentants vivants de certaines des traditions régionales et ethniques variées, comme Son House ou Big Joe Williams, y-compris de jeunes interprètes comme la chanteuse traditionnel du Sud Jean Ritchie, qui a commencé à enregistrer dans les années 1940, connaissent également un regain de popularité grâce à la découverte croissante de cette musique par les passionnés et apparaissent régulièrement dans les festivals folks.

### Musique folklorique ethnique
La musique folk ethnique venu de pays étrangers connaît également un essor pendant le renouveau du folk américain. Les artistes ethniques les plus populaires de ce « renouveau » sont les chanteurs de Greenwich Village, The Clancy Brothers avec Tommy Makem. Le groupe chante principalement des chansons folkloriques irlandaises en anglais, ainsi qu'une chanson occasionnelle en gaélique irlandais. Paddy Clancy lance également et dirige le label de musique folk Tradition Records, qui produit le premier album solo d'Odetta. Pete Seeger joue du banjo sur leur album de 1961 et Bob Dylan cite plus tard le groupe comme une influence majeure. Les Clancy Brothers et Tommy Makem déclenchent également un boom de la musique folklorique en Irlande au milieu des années 1960, illustrant les effets mondiaux du renouveau de la musique folk américaine.
Des livres tels que le best-seller populaire, le Fireside Book of Folk Songs (1947), qui contribue au renouveau de la chanson folklorique, présente du matériel dans des langues autres que l'anglais, notamment l'allemand, l'espagnol, l'italien, le français, le yiddish et le russe. Les répertoires de Theodore Bikel ou Martha Schlamme comprennent également du matériel hébreu et juif, ainsi que de l'afrikaans. L'un des premiers grands succès des Weavers, Tzena, Tzena, Tzena, est en hébreu et, plus tard eux et Joan Baez (qui était d'origine mexicaine), incluent parfois du matériel en espagnol dans leurs répertoires, ainsi que des chansons d'Afrique, d'Inde et d'ailleurs. Les Weavers et le Kingston trio adaptent tous deux la chanson sud africaine de Solomon Linda Mbube, rebaptisée Wimoweh, avant que The Tokens n'en fassent un tube international en 1961 sous le titre The Lion Sleeps Tonight.
Cependant, le revival de la musique folk à vocation commerciale est principalement un phénomène de langue anglaise, bien que de nombreux grands groupes pop-folk tels que Peter, Paul and Mary, le Chad Mitchell Trio, The Highwaymen et bien d'autres, présentent des chansons en espagnol (souvent du Mexique), en langues polynésiennes, en russe, en français et dans d'autres langues dans leurs enregistrements et performances. Ces groupes chantent également de nombreuses chansons d'origine étrangère adaptées en anglais.

### Le rock intègre la folk
La British Invasion du milieu des années 1960 contribue à mettre fin à la popularité dominante de la musique folk aux États-Unis lorsqu'une vague de groupes britanniques submerge la majeure partie de la scène musicale américaine. Ironiquement, les racines de cette invasion britannique viennent du folk américain, en particulier une variante connue sous le nom de skiffle, popularisée par Lonnie Donegan ; cependant, la plupart des groupes de la British Invasion sont largement influencés par le rock 'n' roll.

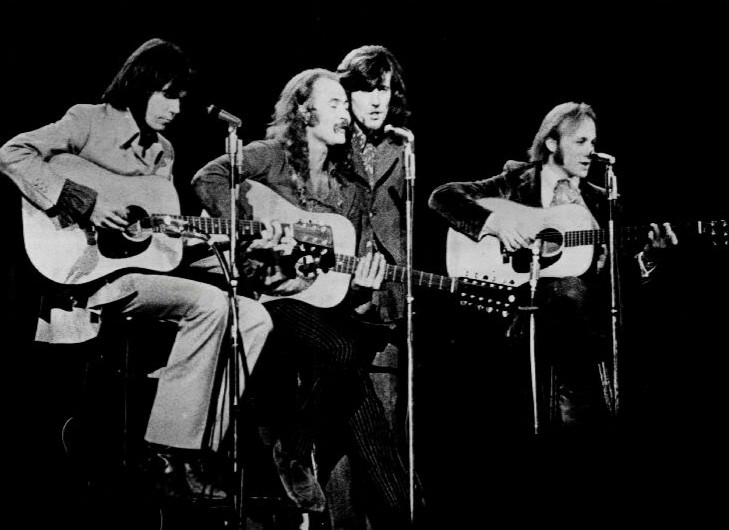
Crosby, Stills, Nash and Young en 1970.

Après que Bob Dylan ait commencé à enregistrer avec une section rythmique rock et des instruments électriques en 1965, de nombreux autres artistes folk encore jeunes lui emboîtent le pas. Pendant ce temps, des groupes comme Simon and Garfunkel, The Lovin' Spoonful et The Byrds, dont les membres sont souvent issus de la scène des cafés du revival folk, obtiennent des contrats avec une musique teintée de folk jouée avec un line-up de groupe de rock. Venus d'outre-Manche, Donovan, Cat Stevens ou Van Morrison jouent aussi ce rôle. Mais, rapidement, l'appétit du public pour la musique plus acoustique commence à décliner.
Les hits « crossover » (chansons folk devenues des incontournables de la scène rock) se produisent de temps en temps. Un exemple bien connu est la chanson Hey Joe de l'artiste folk Billy Roberts enregistrée par le chanteur/guitariste rock Jimi Hendrix en 1967, alors qu'il est sur le point de devenir célèbre. L'hymne Woodstock, écrit et chanté par Joni Mitchell, étiquetée « chanteuse folk », devient un single à succès pour Crosby, Stills, Nash and Young lorsque le groupe enregistre une version proche du hard rock.

### Héritage
À la fin des années 1960, la scène folk redevient un phénomène plus discret pour aficionados, bien que d'importants festivals annuels de musique acoustique soient établis dans de nombreuses régions d'Amérique du Nord au cours de cette période. La scène des cafés de musique acoustique survit à une échelle réduite. À travers les jeunes auteurs-compositeurs-interprètes brillants des années 1960, le renouveau de la musique folk américaine influence l'écriture de chansons et les styles musicaux à travers le monde.
Dans les années 2000, le renouveau du folk devient un mouvement à part entière, avec des artistes comme Mumford and Sons, The Lumineers, Fleet Foxes et Bon Iver qui trouvent un large public avec leur musique folk moderne et innovante. Le renouveau du folk fait référence à un mouvement musical contemporain qui s'inspire de la musique folk traditionnelle, tout en y incorporant des éléments modernes. Ce genre de musique met l'accent sur des thèmes tels que la communauté, la nature, la nostalgie, l'authenticité et l'engagement social, et est souvent caractérisé par des arrangements acoustiques simples, des harmonies vocales et l'utilisation d'instruments traditionnels tels que la guitare acoustique, le banjo, la mandoline et le violon. Des artistes tels que Mumford & Sons, The Lumineers, Bon Iver, The Decemberists, The Avett Brothers et Fleet Foxes contribuent à populariser ce mouvement au cours des dernières années,.